# Frank Hannon
Frank Hannon, född 3 oktober 1966, är en amerikansk gitarrist. Han är mest känd som originalmedlem i Tesla.

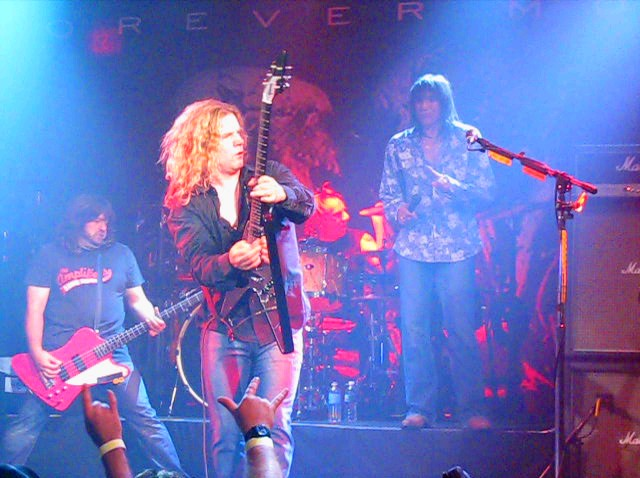
Frank Hannon live med Tesla på Chance Theater i New York.

Hannon började spela gitarr och skriva låtar när han var 10 år gammal (1976). Han startade bandet Tesla när han var 19, men hade också spelat med och producerat många artister. Han använder gitarrer som Gibson helst hans 96 Cherry SG, ES 335, Les Paul Goldtops, Doubleneck 12 och han använder en Dove, J50. Hannon hade senare lärt sig att spela piano från sin mor i unga år. Han spelade B3 orgel, basgitarr och trummor. Eftersom åren rullade började han och övriga medlemmar i Tesla träffa Jeff Keith på en lokal radiostation. Där han senare kom med i Tesla.
Hannon bildade ett band som hette Moon Dog Mane efter Teslas splittring. År 2000 återförenades Tesla och han turnerar med de idag.